# Adrianna Janowicz
Adrianna Janowicz-Półtorak (ur. 16 kwietnia 1995) – polska lekkoatletka specjalizująca się w biegach sprinterskich. 

## Kariera sportowa
W 2012 weszła w skład polskiej sztafety 4 × 400 metrów, która sięgnęła po złoto mistrzostw Europy juniorów w Rieti. Srebrna medalistka młodzieżowych mistrzostw Europy w biegu rozstawnym 4 × 400 metrów (2015). Dwa lata później sięgnęła po srebrny medal IAAF World Relays w tej samej konkurencji (w składzie z Małgorzatą Hołub, Igą Baumgart i Justyną Święty).
Medalistka mistrzostw Polski juniorów na stadionie i w hali oraz ogólnopolskiej olimpiady młodzieży.

## Osiągnięcia
| Rok  | Impreza                        | Miejsce   | Konkurencja             | Pozycja    | Wynik   |
| ---- | ------------------------------ | --------- | ----------------------- | ---------- | ------- |
| 2013 | Mistrzostwa Europy juniorów    | Rieti     | bieg na 400 metrów      | eliminacje | 54,44   |
| 2013 | Mistrzostwa Europy juniorów    | Rieti     | sztafeta 4 × 400 metrów | 1. miejsce | 3:32,63 |
| 2014 | Mistrzostwa świata juniorów    | Eugene    | bieg na 400 metrów      | półfinał   | 54,21   |
| 2014 | Mistrzostwa świata juniorów    | Eugene    | sztafeta 4 × 400 metrów | 6. miejsce | 3:37,52 |
| 2015 | Młodzieżowe mistrzostwa Europy | Tallinn   | sztafeta 4 × 400 metrów | 2. miejsce | 3:30,24 |
| 2017 | IAAF World Relays              | Nassau    | sztafeta 4 × 400 metrów | 2. miejsce | 3:28,28 |
| 2017 | Młodzieżowe mistrzostwa Europy | Bydgoszcz | bieg na 400 metrów      | eliminacje | 53,07   |
| 2017 | Młodzieżowe mistrzostwa Europy | Bydgoszcz | sztafeta 4 × 400 metrów | 1. miejsce | 3:29,66 |

## Rekordy życiowe
- bieg na 300 metrów – 37,31 (20 maja 2017, Warszawa) 4. wynik w historii polskiej lekkoatletyki
- bieg na 400 metrów (stadion) – 53,07 (14 lipca 2017, Bydgoszcz)
- bieg na 400 metrów (hala) – 53,69 (18 lutego 2017, Toruń)